# Enric Gros i Miquel
Enric Gros i Miquel (Franciac, Selva, 1864 - Calvià, Mallorca, 22 de febrer de 1949) va ser un naturalista i recol·lector botànic català.
Tot i no disposar de formació científica, fou un gran observador i coneixedor de les plantes del camp. Fill d'una família humil, després de múltiples oficis i ocupacions, com a captaire, vailet de pastor, bouer, boscater, carboner de bosc i de ciutat, segador, dallaire, taper i alguns més, s'embarcà cap a L'Havana, en un viatge sembla que motivat per motius polítics. Un cop a l'Havana, va ingressar a l'Hospital de les Animes, seduït per les promeses dels seus facultatius, que li van oferir vacunar-lo contra la febre groga. En realitat, es tractava dels primers assajos de vacunació per mitjà de la picada de mosquits infectats, i Gros, inoculat, tingué la sort de sortir indemne de la prova. Altres companys seus van morir en la prova. Després de l'experiència, s'incorporà a l'Hospital de les Ànimes com a jardiner, i després ingressà al seu laboratori, on va aprendre les nocions elementals de la tècnica microscòpica i microfotogràfica.
Quan retornà a Barcelona, es convertí en ajudant de classes pràctiques d'història natural a la Universitat de Barcelona, quan regentava la càtedra Odón de Buen. Més tard, entrà al Laboratori de Biologia Marina de Portopí, i posteriorment al de Màlaga. El 1917 passà a treballar al Museu de Ciències Naturals de Barcelona com a recol·lector botànic. Allà, col·laborà amb Odón de Buen, i, posteriorment, amb Pius Font i Quer com a recol·lector dels herbaris del Museu, que enriquí considerablement entre el 1917 i el 1934. Des de la nova ocupació, Gros arribà a conèixer els gèneres i moltes espècies de la flora de Catalunya, i aconseguir aplegar grans quantitats de plantes a Catalunya, les Balears, el País Valencià, Andalusia, Castella, Extremadura, Portugal i el Marroc, que es convertí en la base de les col·leccions afro-hispàniques de l'Institut Botànic de Barcelona. Els gèneres Calycotome, Centaurea, Genista, Iberis, Origanum, Sideritis, etc., compten amb alguna estirp que duu el seu nom.